# Flora Iberica
Flora Iberica, (abreujat Fl. Iber.; ca: Flora Ibèrica), és una sèrie de llibres amb il·lustracions i descripcions botàniques que és publicat pel Reial Jardí Botànic de Madrid des de 1986 amb el nom de Flora Iberica: plantes vasculars de la península Ibèrica i Illes Balears.

## Publicacions
- Volum núm. 1. Lycopodiaceae-Papaveraceae
- Volum núm. 2. Platanaceae-Plumbaginaceae (partim)
- Volum núm. 3. Plumbaginaceae (partim)-Capparaceae
- Volum núm. 4. Cruciferae-Monotropaceae
- Volum núm. 5. Ebenaceae-Saxifragaceae
- Volum núm. 6. Rosaceae
- Volum núm. 7(1). Leguminosae (partim)
- Volum núm. 7(2). Leguminosae (partim)
- Volum núm. 8. Haloragaceae-Euphorbiaceae
- Volum núm. 9. Rhamnaceae-Polygalaceae
- Volum núm. 10. Araliaceae-Umbelliferae
- Volum núm. 11. Gentianaceae-Boraginaceae
- Volum núm. 12. Verbenaceae-Callitrichaceae
- Volum núm. 13. Plantaginaceae-Scrophulariaceae
- Volum núm. 14. Myoporaceae-Campanulaceae
- Volum núm. 15. Rubiaceae-Dipsacaceae
- Volum núm. 16. Compositae
- Volum núm. 17. Butomaceae-Juncaceae
- Volum núm. 18. Cyperaceae-Pontederiaceae
- Volum núm. 19(1). Gramineae (partim)
- Volum núm. 19(2). Gramineae (partim)
- Volum núm. 20. Liliaceae-Agavaceae
- Volum núm. 21. Smilacaceae-Orchidaceae